# Колесники (Волгоградская область)
Колесники — хутор в Урюпинском районе Волгоградской области России, в составе Искринского сельского поселения.
Население — 29 (2010)

## История
Хутор Колесниковского товарищества упоминается в Алфавитном списке населённых мест Области Войска Донского 1915 года. Согласно Списку земельный надел хутора составлял 968 десятин, проживало 13 мужчин и 13 женщин. Хутор был приписан к почтовому отделению слободы Успенка.
По состоянию на 1935 год в составе поссовета при совхозе «Искра» Добринского района Сталинградского края (с 1936 года Сталинградской области, с 1954 по 1957 год район входил в состав Балашовской области). Поссовет образован Постановлением президиума Сталинградского крайисполкома от 1 ноября 1934 года № 3055
В 1963 году в связи с упразднением Добринского района хутор передан в состав Урюпинского района.

## География
Хутор находится в степной местности на западе Урюпинского района, в пределах Калачской возвышенности, являющейся частью Восточно-Европейской равнины, при вершине балки Колесникова (бассейн реки Подгорной). Рельеф местности холмисто-равнинный. Населённый пункт расположен на высоте около 200—210 метров над уровнем моря. Почвы — чернозёмы обыкновенные.
В 2 км южнее хутора проходит автодорога, связывающая город Урюпинск и село Воробьёвка (Воронежская область). По автомобильным дорогам расстояние до областного центра города Волгоград составляет 380 км, до районного центра города Урюпинск — 61 км, до административного центра сельского поселения посёлка Искра — 3,7 км.
Часовой пояс
Хутор Колесники, как и вся Волгоградская область, находится в часовой зоне МСК (московское время). Смещение применяемого времени относительно UTC составляет +3:00.

## Население
Динамика численности населения по годам:
| 1915 | 1989 | 2002 |
| ---- | ---- | ---- |
| 25   | ≈200 | 89   |

| 2010 |
| ---- |
| 29   |